# Nueva Catedral de Linz
La catedral Nueva de Linz (del alemán: Neuer Dom), también conocida como la catedral de la Inmaculada Concepción (Mariä-Empfängnis-Dom) es un gran templo neogótico iniciado en 1855 por el obispo Franz-Josef Rudigier en la ciudad austriaca de Linz.

## Desarrollo de las obras y características
La primera piedra fue colocada en 1862 en un evento solemnizado por la interpretación de la cantata festiva Preiset den Hern de Anton Bruckner.
En 1924 el obispo Johannes Maria Gföllner consagró el edificio terminado como catedral de la Virgen María (Mariendom). El proyecto, elaborado por el maestro constructor de la archidiócesis de Colonia, Vincenz Statz, se hizo en estilo neogótico inspirándose en el gótico clásico francés del siglo XIII.
Con 20.000 asientos, la catedral es la mayor iglesia del país, pero no la más alta. Originalmente se había diseñado una aguja mayor, pero no fue aprobada ya que en Austria-Hungría en ese momento a ningún edificio se le permitía una altura mayor que la torre Sur de la catedral de San Esteban de Viena. Con 135 m, la catedral Nueva tiene dos metros menos de altura que la catedral vienesa.
Destacan particularmente las vidrieras de la catedral. La más famosa es la Ventana de Linz, que representa la historia de Linz. Otras vidrieras representan retratos de los diferentes patrocinadores de la construcción de la iglesia. Durante la Segunda Guerra Mundial, se dañaron algunas vidrieras, sobre todo las de la parte sur. En lugar de restaurarlas, fueron sustituidas con nuevas vidrieras con motivos de arte moderno. También cabe destacar la escena de la Natividad en la bóveda del panteón de la iglesia, con sus figuras hechas por S. Osterrieder, y la colección de insignias del obispo Rudigier.

## Placa conmemorativa de Dollfuß

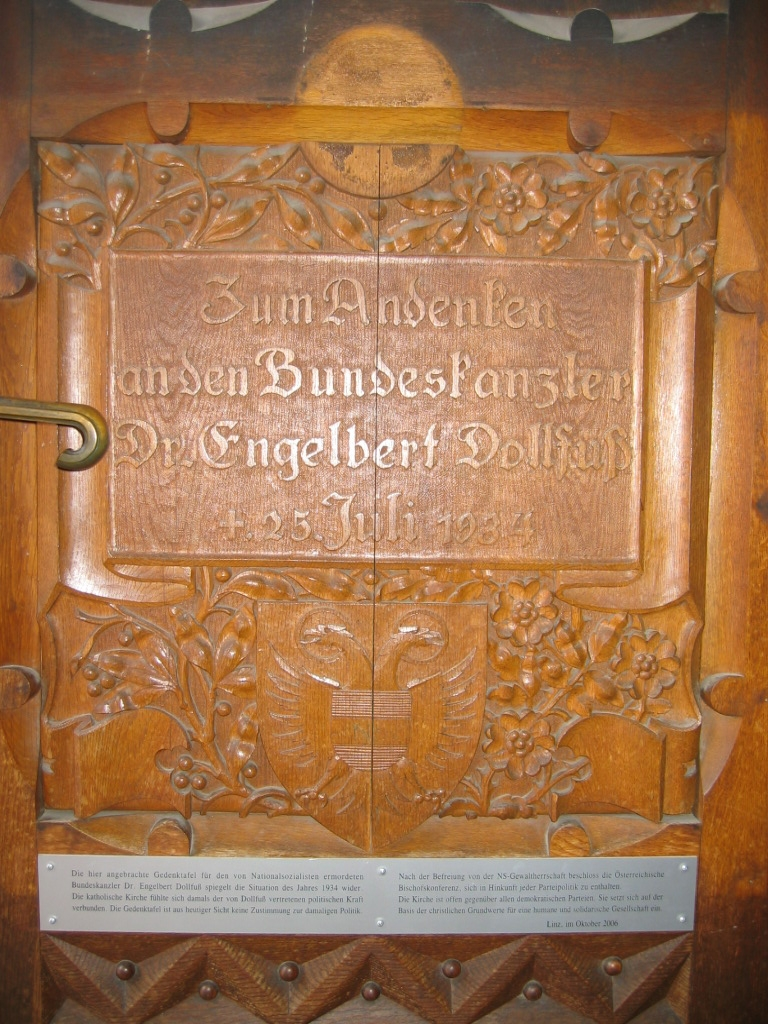
Placa de madera conmemorativa de 1034 con la plaqueta añadida en 2006

En octubre de 2006, la Iglesia católica añadió una placa adicional a la placa conmemorativa grabada en madera dedicada al canciller Engelbert Dollfuß, la cual produjo agitación en el seno del partido político ÖVP. En la placa adicional, la Iglesia se distancia de la política de Dollfuß tras una resolución de la Conferencia de Obispos Católicos de Austria, en consecuencia se distancia del texto original grabado en 1934 y anuncia la futura abstención de la política de partidos. Dollfuß siendo canciller de Austria suprimió el Parlamento por irregularidades formales con el fin de evitar que los nacionalsocialistas amenazaran con ganar las elecciones mediante una dictadura estatal corporativa. Eso causó la Guerra Civil Austríaca y condujo a la dictadura del austrofascismo. La placa original se erigió en 1934 tras su asesinato a manos de los nacionalsocialistas.

## Galería

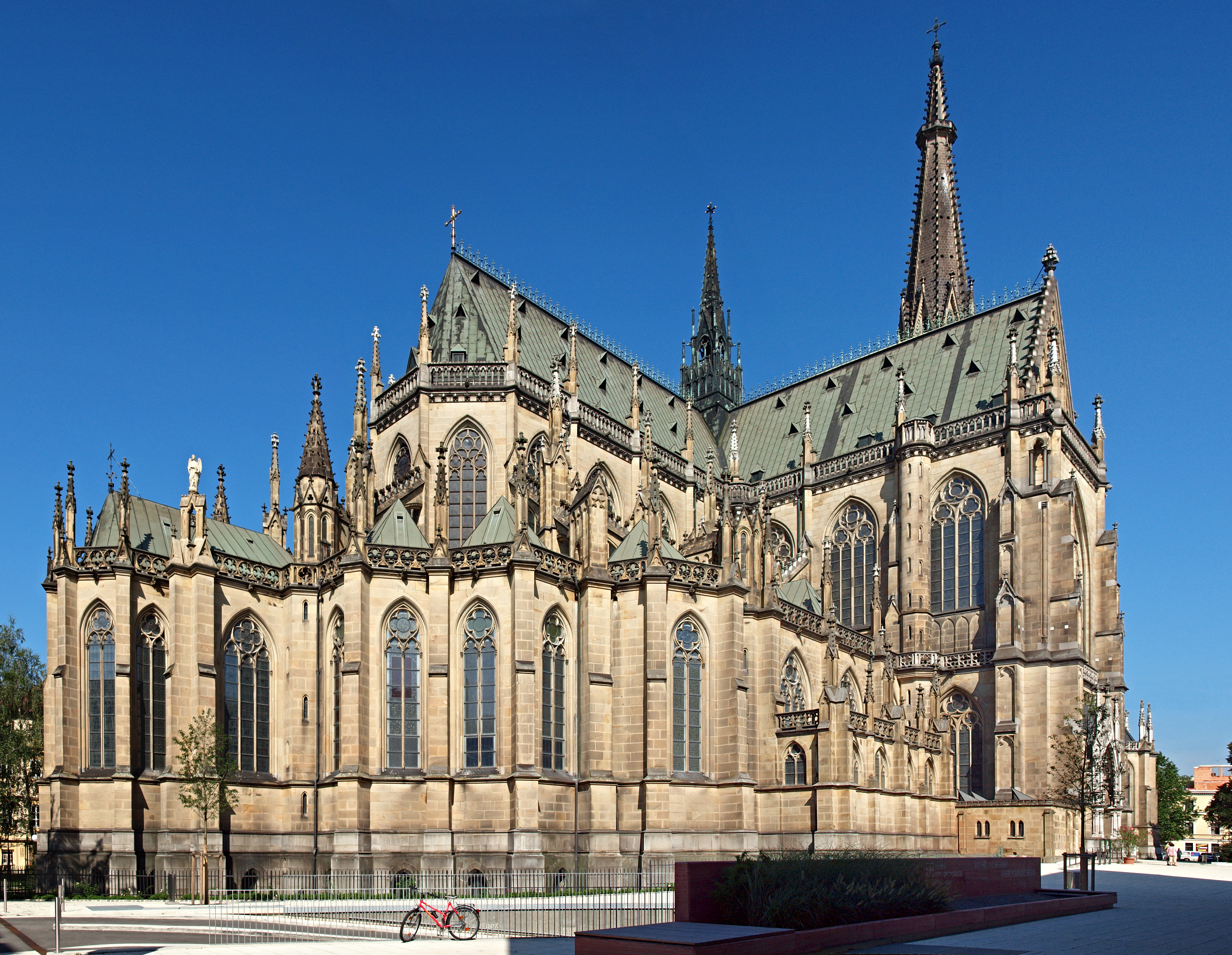
Cabecera oriental
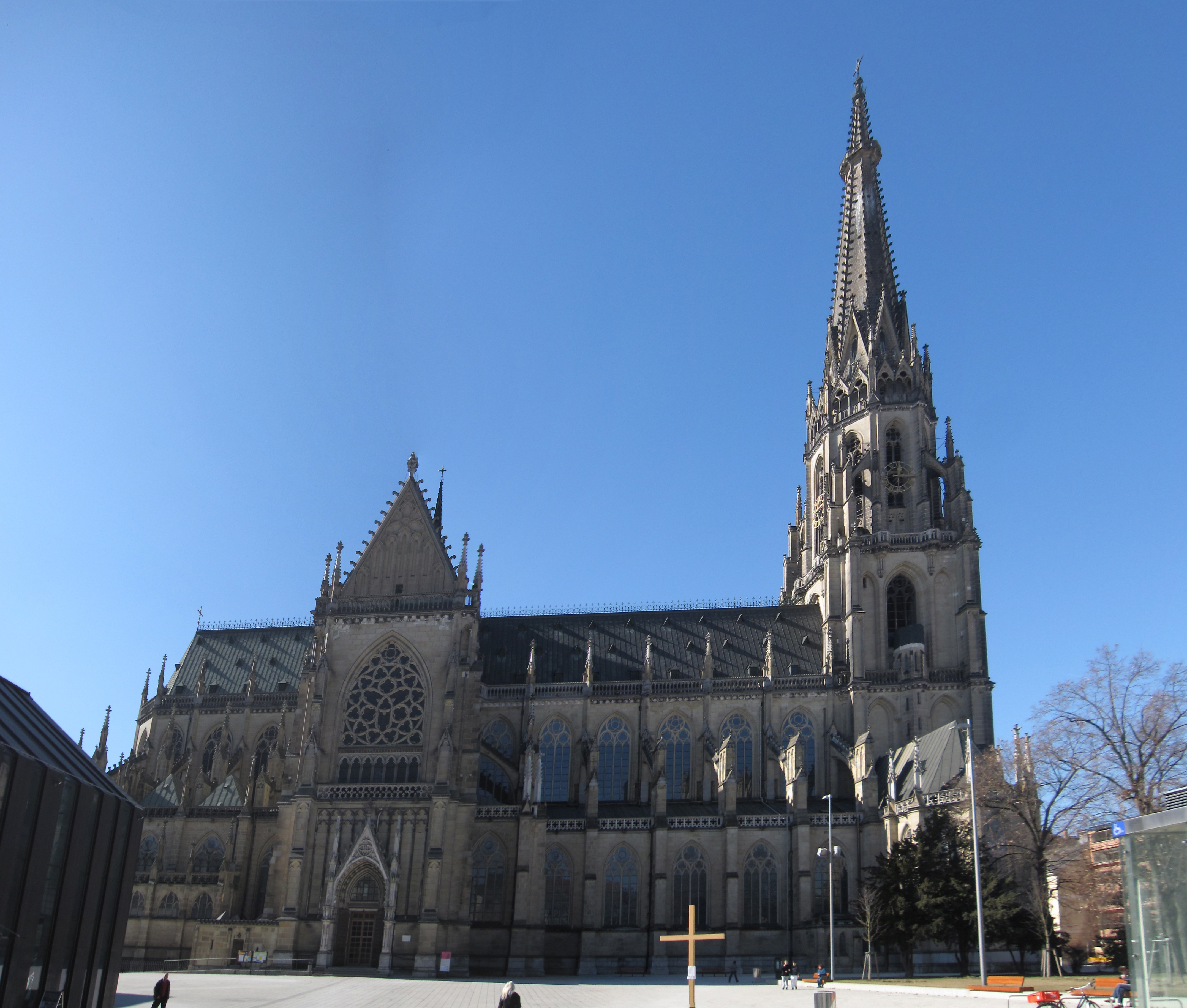
Vista del lateral meridional
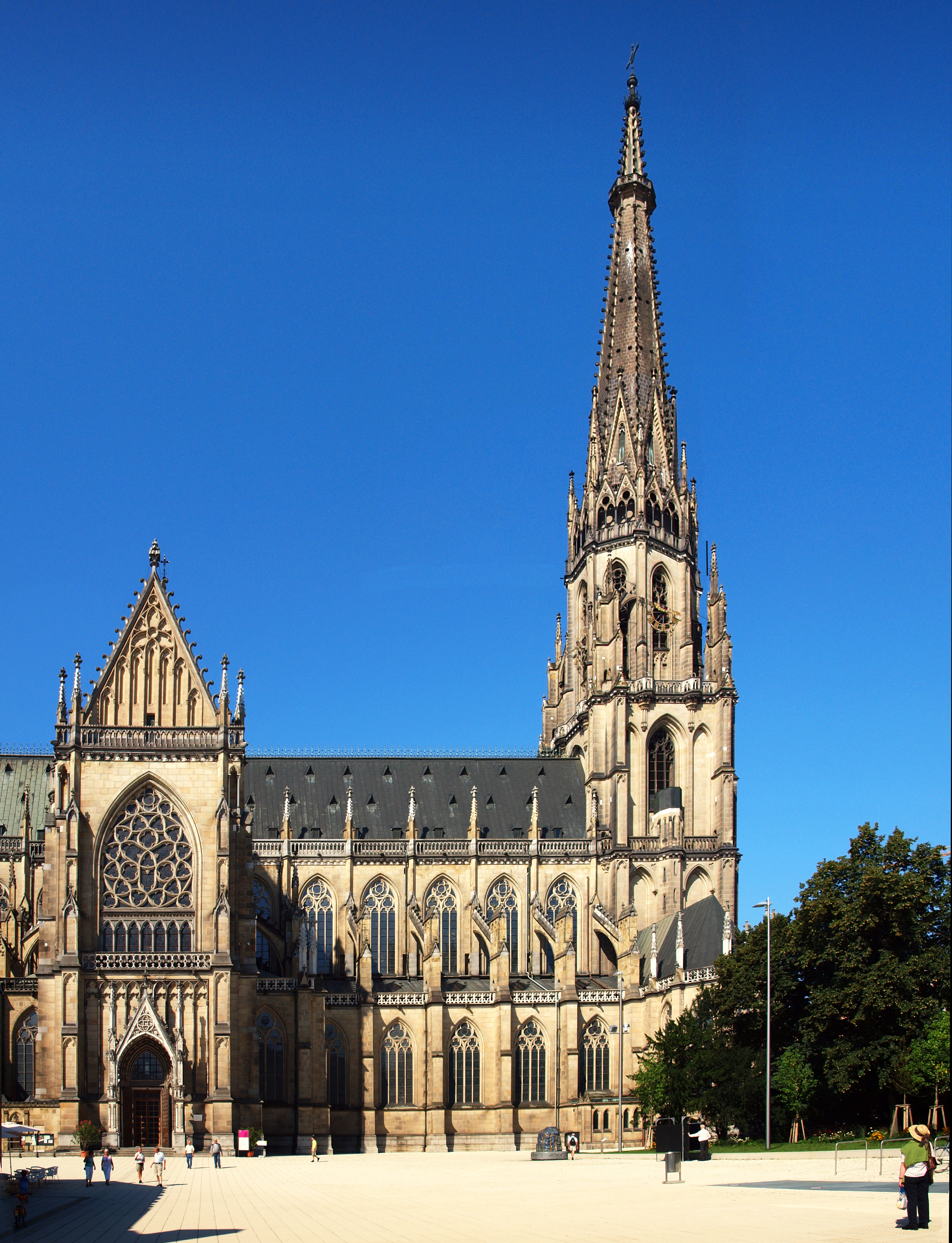
Fachada occidental y torre
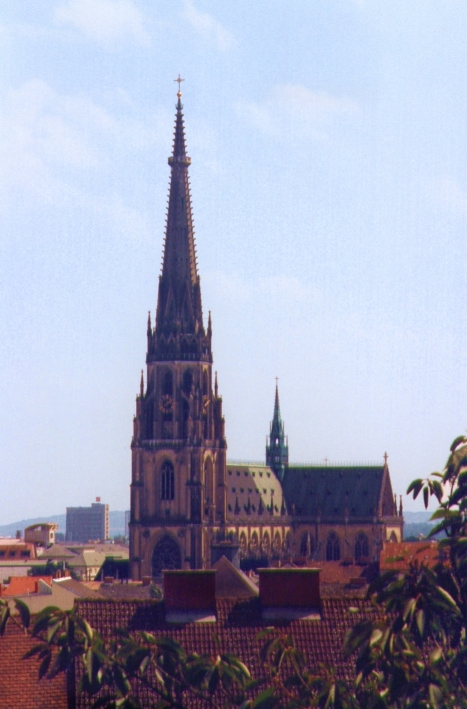
Vista lejana
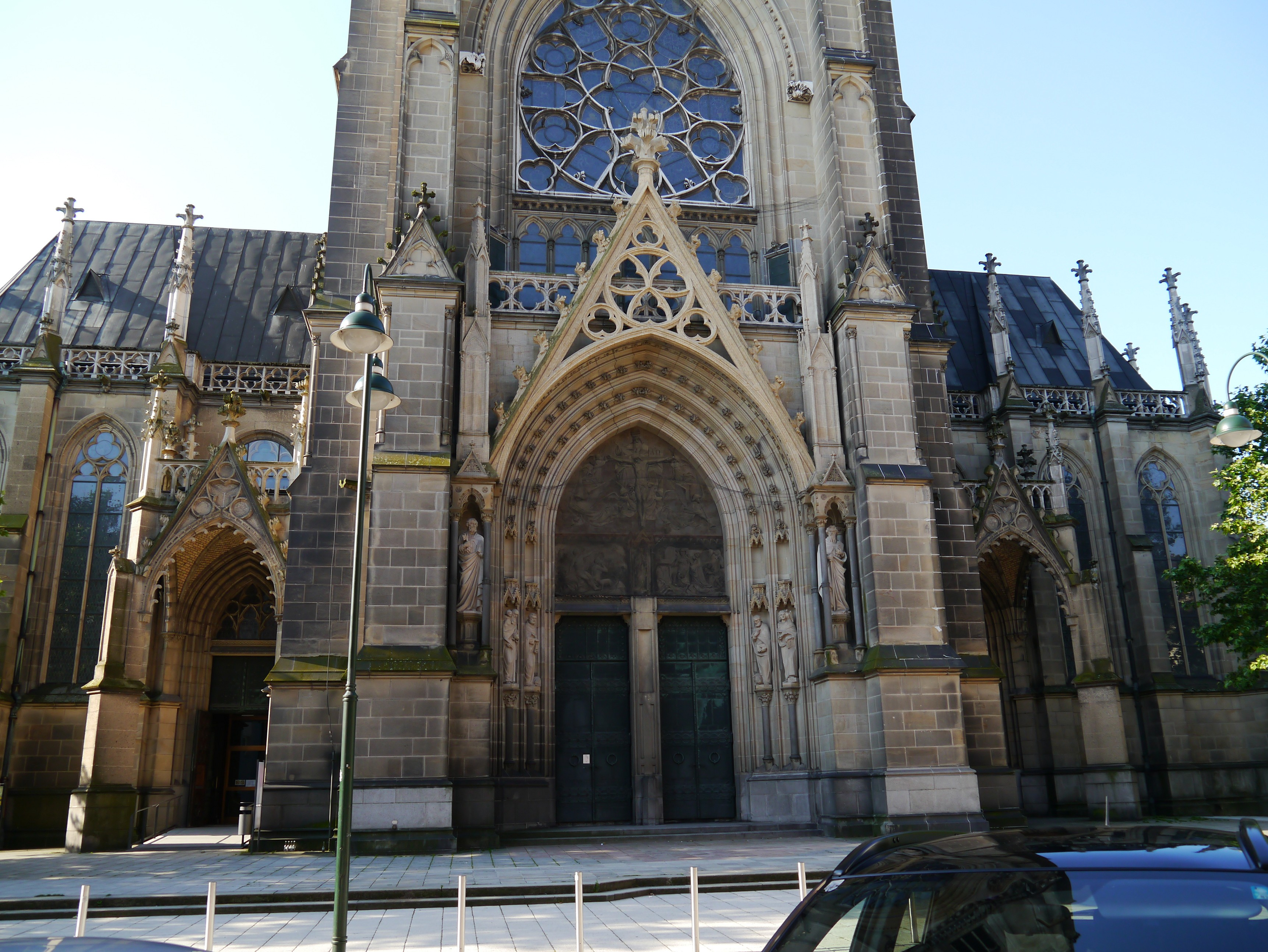
Portal

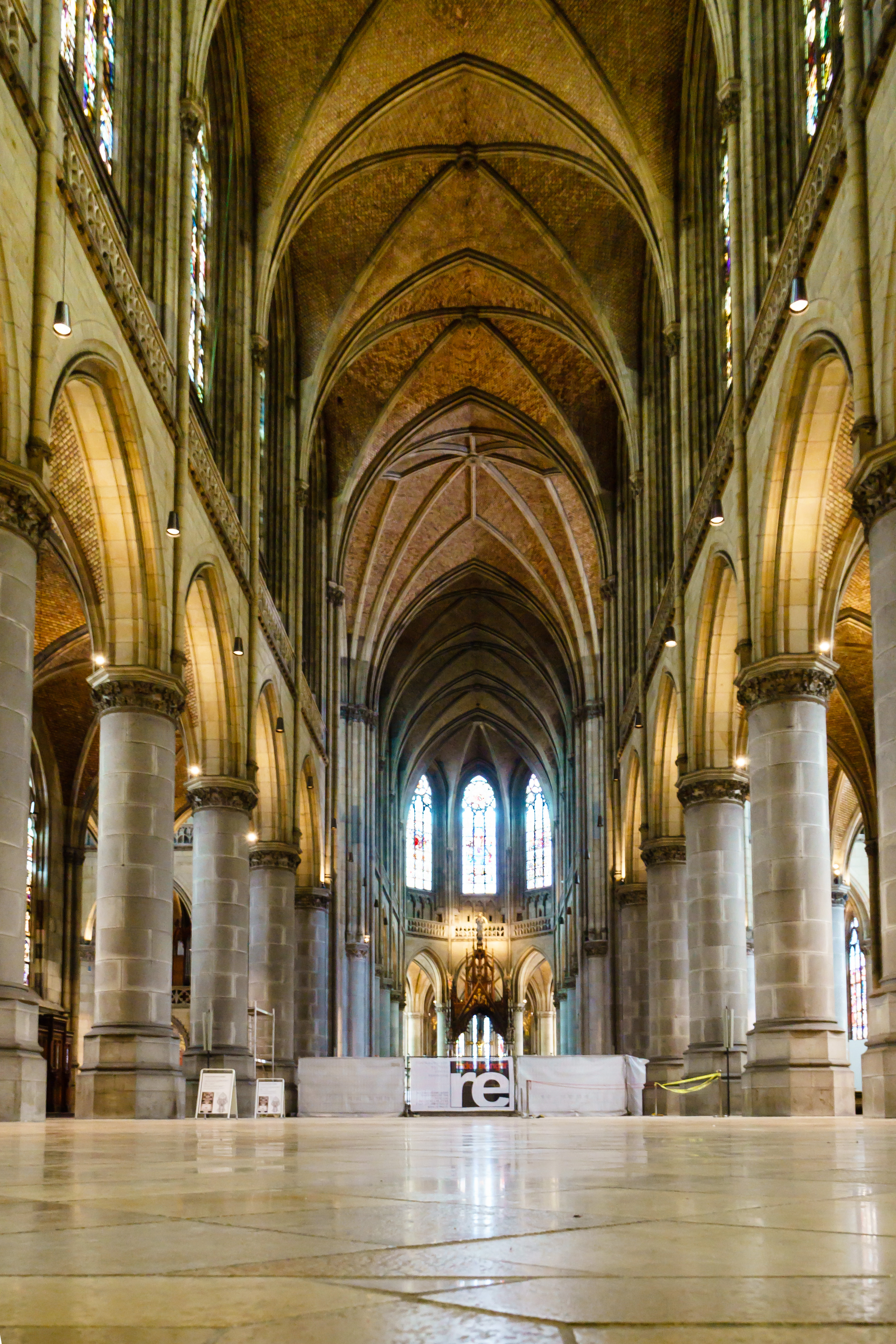
Interior de la catedral, hacia el este
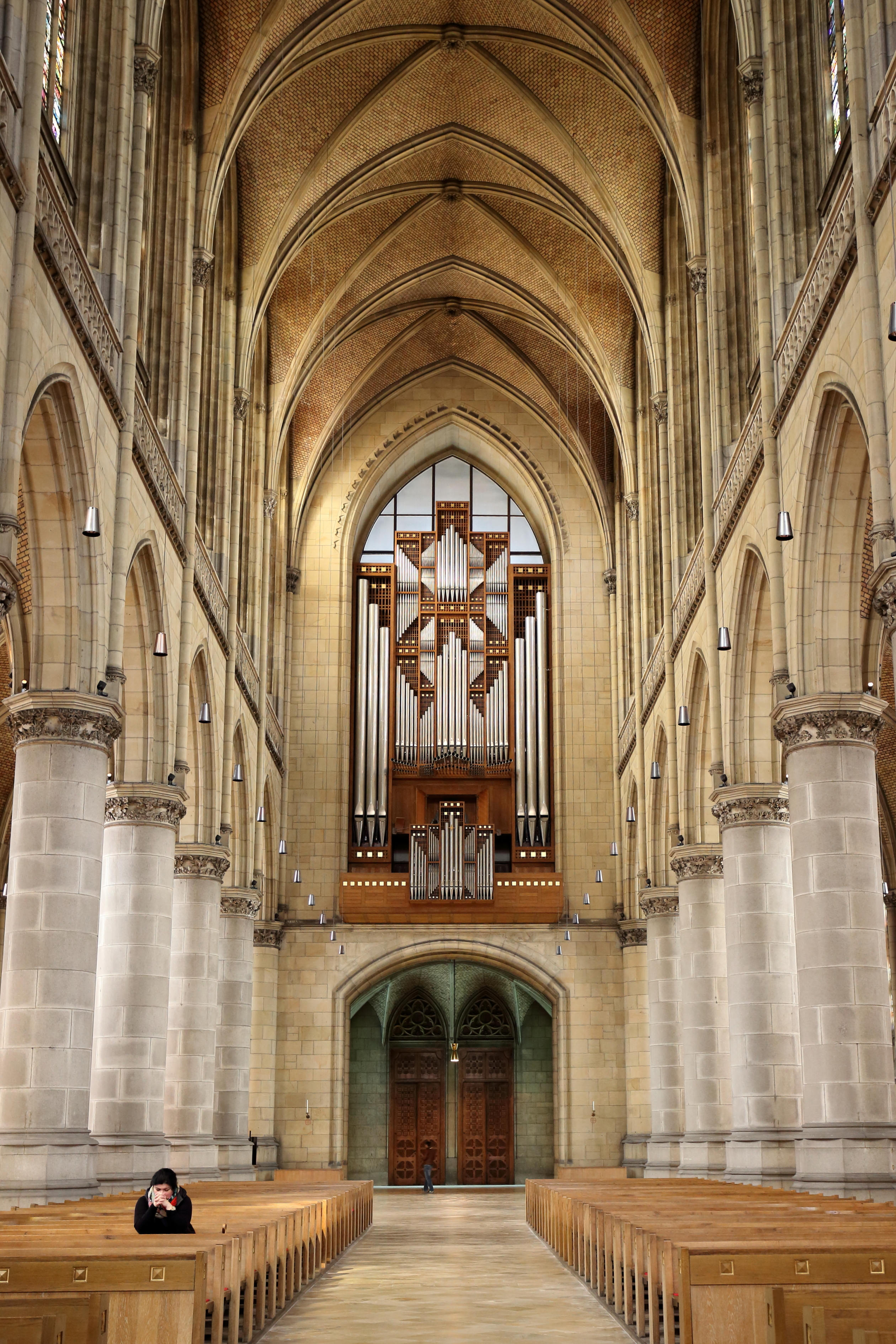
Interior de la catedral, hacia el oeste
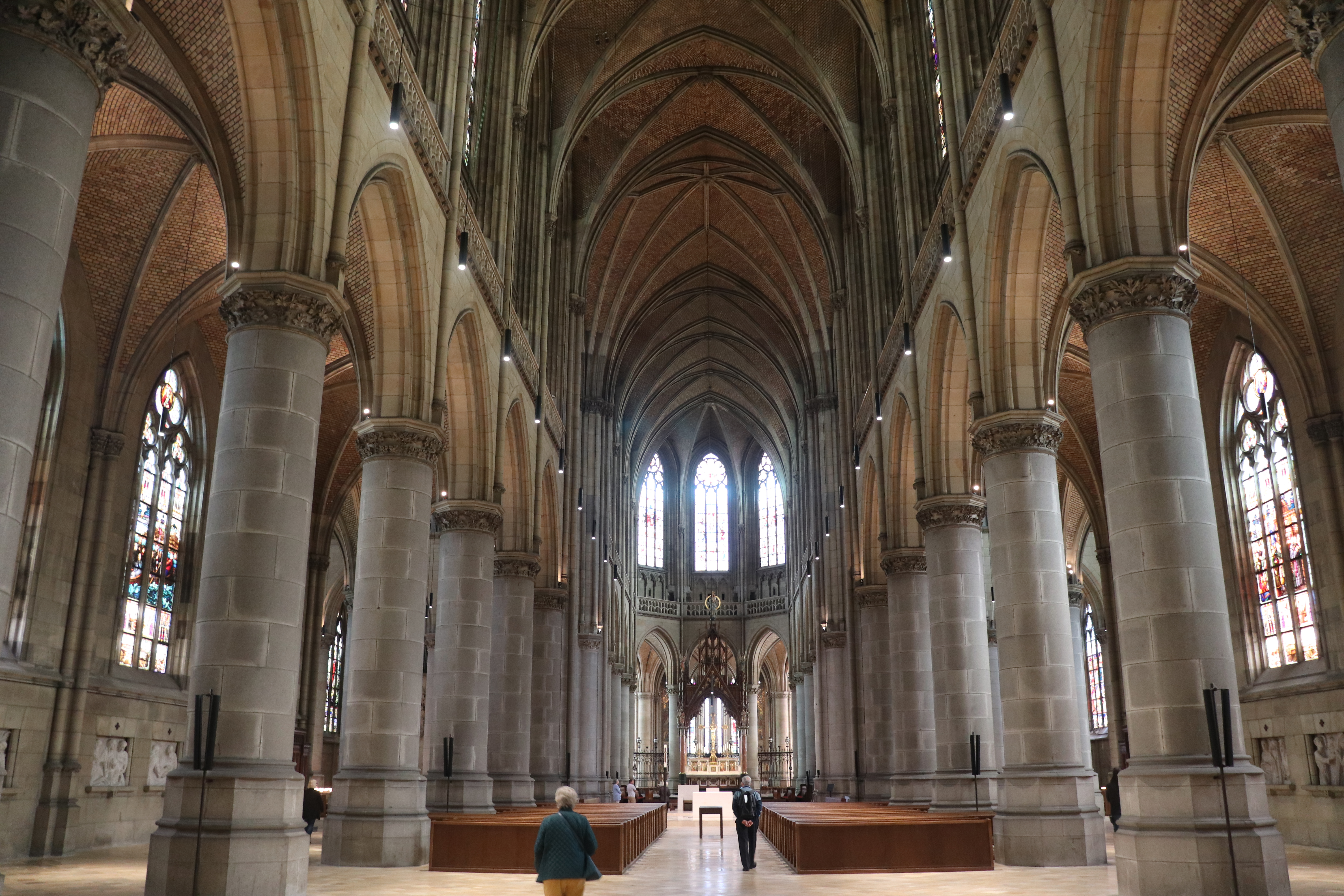
La nave
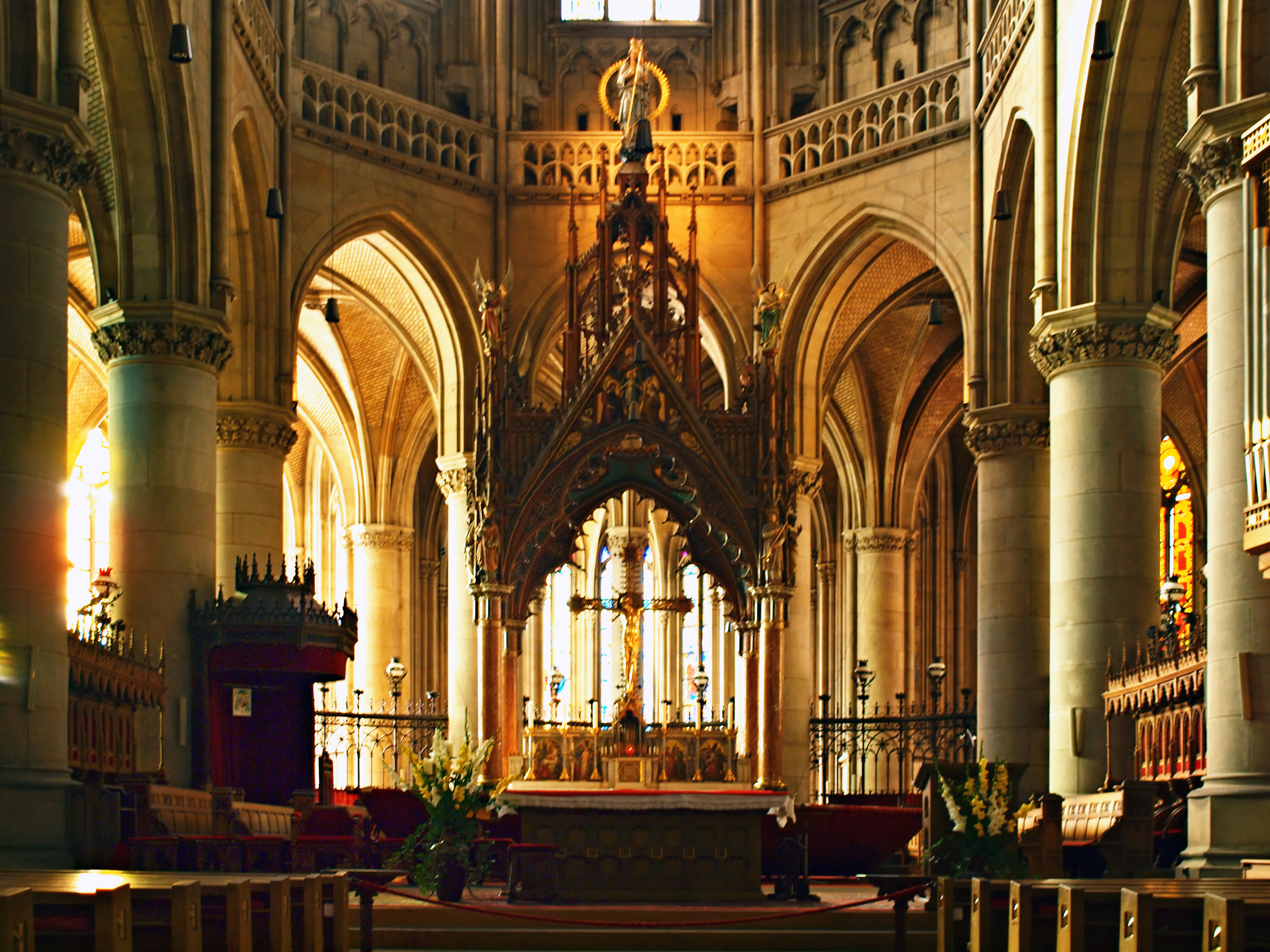
El altar mayor
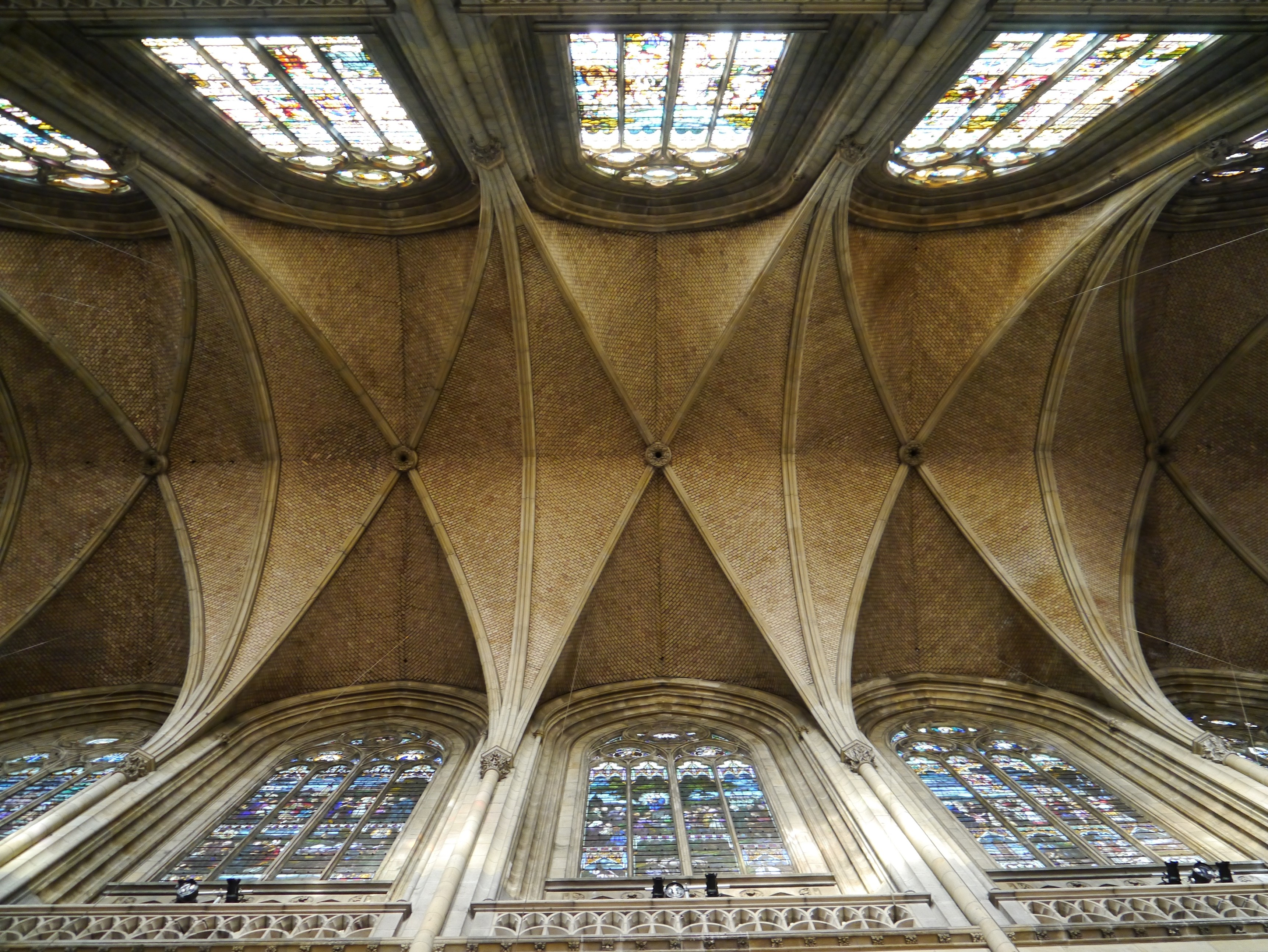
Bóvedas de crucería de la nave central
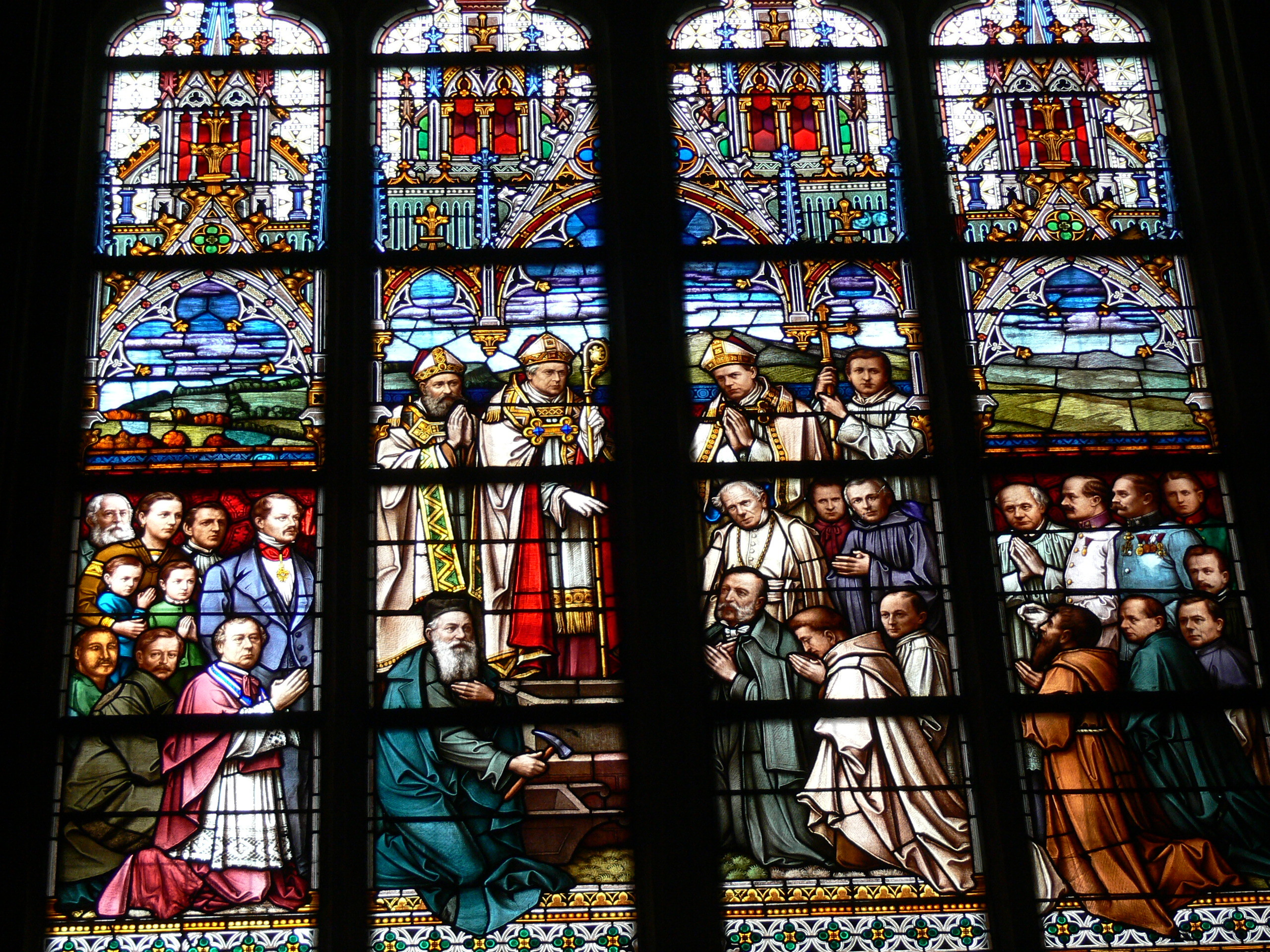
Vidriera que representa la colocación de la primera piedra por el obispo Rudigier